# NE10
O NE10 é o portal do Sistema Jornal do Commercio de Comunicação. Nasceu em 8 de março de 1997.

## Atuação
O portal reúne os sites do SJCC (Jornal do Commercio, TV Jornal e Rádio Jornal), além de uma farta gama de especiais produzidos pela equipe do portal, blogs e colunas exclusivas, quase 30 parceiros, a agência fotográfica JC Imagem e muitas notícias distribuídas em seus canais: Cidadania, Cotidiano, Cultura, Educação, Tecnologia, Torcida Virtual e Turismo. Um conteúdo que, no início de 2007, somava quase 355 mil textos, 7 mil áudios e mais de 6 mil vídeos e 24 mil infográficos.
Com muitos serviços e recursos, o JC OnLine tem a interatividade e a multimídia como marca constante. E, para veicular este volume de informação, multimídia e serviços, o portal trabalha quase 24 horas todos os dias da semana. A equipe é composta por jornalistas e webdesigners.

## História
Primeiro site de notícias de Pernambuco, o JC OnLine teve a semente plantada já em 1994, quando estreou na internet uma espécie de boletim eletrônico em gopher com as principais manchetes que sairiam na edição seguinte do JC.
Dois anos depois, o JC chegou à web - com imagens, links e layout próprio para os navegadores. Nesta época, foi acertada a parceria com o Universo Online (UOL). Ao longo dos anos, o JC OnLine ganhou novos serviços, lançou produtos e se tornou, oficialmente, portal em 20 de fevereiro de 2002.
Em 2011, surgia o portal NE10 fazendo jus a sua abrangência regional, com isso o JC OnLine passou a ser o site do Jornal do Commercio com a atualização das notícias em tempo real e a edição digital do mesmo, não mais sendo apenas a transcrição da edição impressa.

## Pioneirismo
Outras mostras de pioneirismo foram dadas pela Rádio Jornal, a primeira emissora da América Latina a estar com sinal 24 horas na internet; a TV Jornal, a primeira do Estado também a transmitir a sua programação em tempo real; o Classificados JC, o único de Pernambuco a estar integralmente na web; e o JC Kids, único site infantil dos portais pernambucanos.[carece de fontes?]
As inovações e pioneirismo são muitos - o site Vestibular 2007, por exemplo, trouxe podcast com aulas virtuais, permitindo ao fera estudar onde e quando quisesse. O portal também aposta na internet participativa, como a página Linkteratura, que reúne produções literárias dos internautas.

## Prêmios
Em constante evolução ao longo destes anos, o JC OnLine conquistou milhares de internautas. A audiência, em maio de 1997, foi de 61.025.439 páginas vistas/mês e 3.878.083 visitantes únicos/mês.[carece de fontes?]
Desde 2001, quando passou a participar de prêmios de jornalismo no País, até hoje, assegurou 14 premiações nacionais e uma internacional, além de ter sido finalista em mais 11.[carece de fontes?]
Em 2007, o especial Educação sem fronteiras conquistou os prêmios principal e de webjornalismo do Senai e foi finalista do prêmio internacional Nuevo Periodismo.[carece de fontes?]
O especial Longe da Casinha de Boneca ganhou o Nuevo Periodismo, o Prêmio Cristina Tavares, é finalista do Prêmio Caixa e, em 2006, ganhou o Vladimir Herzog de Anistia e Direitos Humanos.[carece de fontes?]
Um dos trunfos do JC OnLine para garantir o reconhecimento público é apostar na convergência de mídias tanto na produção de reportagens especiais quanto de hardnews. Além das matérias, o internauta tem acesso a recursos multimídia – através de vídeos, áudios, hipertextos, infográficos e galerias de imagens - e de interatividade, como mural, enquete e chat.
Prêmio Vladimir Herzog
Menção Honrosa do Prêmio Vladimir Herzog por Multimídia
| Ano  | Obra             | Veículo de mídia      | Autor | Resultado |
| ---- | ---------------- | --------------------- | --- | --------- |
| 2019 | "Segunda chance" | JC Online – Recife/PE | Maryna Moraes, PH Correia, Leonardo Vasconcelos, Felipe Ribeiro, Guilherme Castro, Eduardo Mafra, Danilo Souto Maior | Venceu    |